# Semiothisa novaguinensis
Semiothisa novaguinensis är en fjärilsart som beskrevs av James John Joicey och Talbot 1917. Semiothisa novaguinensis ingår i släktet Semiothisa och familjen mätare. Inga underarter finns listade i Catalogue of Life.